# Mai 1993

## Événements
- 1er mai : L'ancien premier ministre français Pierre Bérégovoy, pratiquement un mois après une lourde défaite électorale, se donne la mort à Nevers, suscitant dans le pays le choc et la controverse sur la responsabilité de l'acte

- 9 mai (Formule 1) : Grand Prix automobile d'Espagne

- 10 mai :  programme de relance économique en France fondé sur la lutte contre les déficits[1].

- 13 mai : affaire de la maternelle de Neuilly, Human Bomb prend une classe d'école maternelle en otage à Neuilly-sur-Seine, puis est abattu par le RAID deux jours plus tard.

- 14 mai : la CEI se dote d'un comité consultatif de coordination chargé de préparer les sommets[Lesquels ?].

- 18 mai : 
  - ratification par les électeurs danois du traité de Maastricht modifié.
  - Inauguration de la ligne TGV Paris-Lille.

- 23 mai (Formule 1) : Grand Prix automobile de Monaco.

- 24 mai : indépendance de l'Érythrée.

- 25 mai : création d'un « emprunt Balladur » dans le cadre du programme de relance.

- 26 mai : vaste plan de privatisations.

- 26 mai : l'Olympique de Marseille devient Champion d'Europe et remporte la Ligue des champions.

- 27 mai : attentat de la Via dei Georgofili à Florence, faisant 5 morts et 48 blessés.

## Naissances
- 2 mai : Eddy de Pretto, chanteur et acteur français.
- 5 mai : Tapiwa Tsomondo, joueur zimbabwéen de rugby à XV.
- 8 mai : Anne-Fatoumata M'Bairo, judokate française.
- 10 mai : Shida Mirai, actrice japonaise.
- 11 mai :
  - Charles Ollivon, joueur de rugby à XV français.
  - Maximilien Vallot, samboïste et pratiquant de MMA français.
- 13 mai : 
  - Debby Ryan, actrice et chanteuse américaine.
  - Adrien Trybucki, compositeur français.
  - Romelu Lukaku, footballeur congo-belge.
- 14 mai : Miranda Cosgrove, actrice et chanteuse américaine.
- 25 mai : Pierre Lees-Melou, footballeur français.
- 26 mai :
  - B. J. Young, joueur de basket-ball américain
  - Cansu Çetin, joueuse de volley-ball turque
  - Dan Sarginson, joueur de rugby à XIII international anglais
  - Frédérique Rol, rameuse suisse
  - Gabriel Ynoa, joueur de baseball américain
  - Jamal Hairane, athlète qatarien, spécialiste du 800 m
  - Jason Adesanya, footballeur belge
  - Jimmy Vesey, hockeyeur sur glace américain
  - Josh Leivo, hockeyeur sur glace canadien
  - Katerine Savard, nageuse canadienne
  - Mayobanex de Óleo, athlète dominicain
  - Monika Rajnohová, joueuse slovaque de handball
  - Rayderley Zapata, gymnaste espagnol
  - Trey Davis, joueur américain de basket-ball

## Décès
- 1er mai : 
  - Pierre Bérégovoy, homme politique, ancien Premier ministre français (° 23 décembre 1925).
  - Ranasinghe Premadasa, président du Sri Lanka (° 23 juin 1924).
- 6 mai : Vincent La Soudière, poète français (° 6 septembre 1939).
- 8 mai : Avram Davidson, auteur de science-fiction (° 23 avril 1923)
- 22 mai : Mieczysław Horszowski, pianiste polonais naturalisé américain (° 23 juin 1892).
- 24 mai : Juan Jesús Posadas Ocampo, cardinal mexicain, archevêque de Guadalajara (° 10 novembre 1926).
- 26 mai :
  - Alberto Ezcurra Uriburu, prêtre catholique argentin (° 30 juin 1937).
  - Antoine Toulmonde, musicien organiste, compositeur et pédagogue belge (° 20 janvier 1902).
  - Cor de Groot, compositeur et pianiste (° 7 juillet 1914).
  - Édouard Przybylski, compagnon de la Libération (° 20 septembre 1920).
  - Tsola Dragoycheva, femme politique bulgare (° 30 août 1898).
  - Ulvi Yenal, footballeur turc (° 10 avril 1908).